# Wリーグ主審提訴問題
Wリーグ主審提訴問題は、2015年11月29日、愛知県豊橋市で開催されたWリーグ・シャンソンVマジック対デンソーアイリス（主審：平育雄、副審：青木俊博・熊谷久美子）の試合終了直前の誤審により生じた問題。

## 概要

### 経緯
第4ピリオド終了直前、シャンソン側のオフェンスに対しデンソーの選手がファウルし副審Aがコールの笛を吹いた直後に試合終了のブザーが鳴り響いた。この時点でデンソー側のチームファウルは4つとなっており、本来ならシャンソン側にフリースローが与えられる場面だったが、副審Bがファウルの笛は試合終了のブザーの後だったとしてデンソー側のファウル判定を取り消した。この際、主審が判定について副審らと協議しなかったにもかかわらず一方的に判定が覆ったことを不服としてシャンソン側は抗議したが受け入れられず延長戦となり、その結果シャンソンは敗れた。

### 試合後の動き
この結果に納得できないシャンソン側は、再三に渡りバスケットボール女子日本リーグ機構（WJBL）に回答を求めたがWJBL側からは納得の行く返答は得られず、何の措置も取られなかったことからやむなくシャンソン側は主審個人を提訴することとなった。「前代未聞の異常なゲーム」の提訴が、前代未聞の事態に発展した。シャンソン側によると、2016年1月27日に各チームの部長が集まった席でWJBLの西井専務理事が「誤審で訴えられたらたまらない。審判たちが『シャンソン戦の笛を吹きたくない』と言っている」と発言。さらに、シャンソンにペナルティーを科す可能性まで伝えたという。提訴の取り下げを求めるような発言に、杉山部長は「ある意味、圧力かなと感じている」と話した。この問題が全国放送の報道番組で特集として放送されたため大きな話題となった。終了のブザーより審判の笛が早かったことが撮影映像などから明らかとなり、リーグ機構の対応に疑問が残る結果となった。